# Tuulos
Tuulos (föråldrat svenskt namn: Tulois) är en förutvarande kommun i landskapet Egentliga Tavastland i Södra Finlands län. Tuulos hade cirka 1 570 invånare och hade en yta på 171,24 km². Tuulos var enspråkigt finskt.

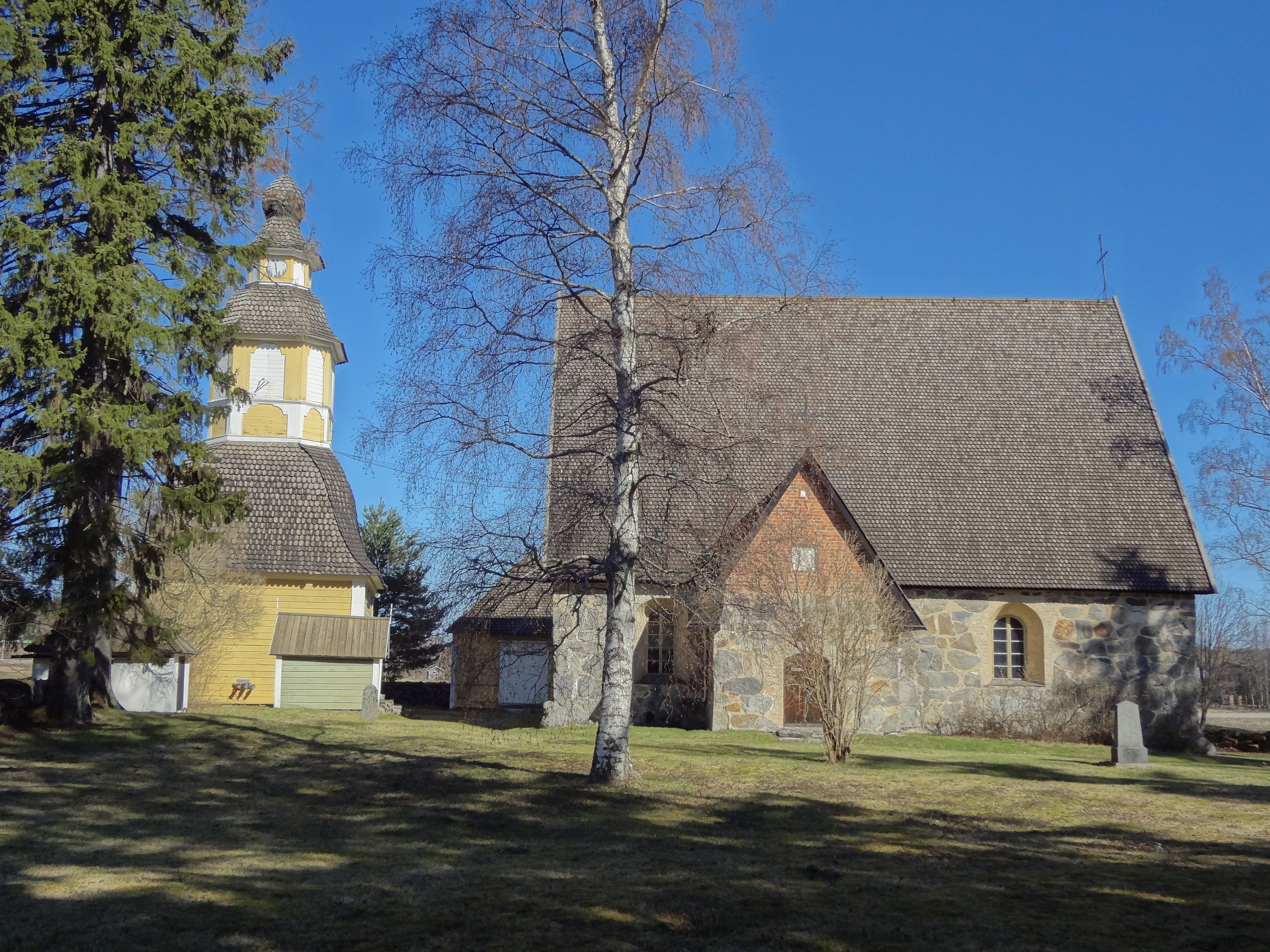
Tuulos kyrka.

År 2009 blev Tuulos en del av Tavastehus stad tillsammans med kommunerna Hauho, Kalvola, Lammi, och Renko.

## Historia
Tuulos kapell bildades under andra hälften av 1400-talet under Hauho kyrksocken. Äldre än kapellsocknen var förvaltningssocknen med samma namn som tillkom i början av 1400-talet. Kapellet nämns första gången 1478.

## Politik

### Mandatfördelning i Tuulos kommun, valen 1976–2004
| 6 | 6 | 5 |

| 5 | 6 | 6 |

| 5 | 6 | 6 |

| 5 | 6 | 6 |

| 5 | 6 | 6 |

| 5 | 6 | 6 |

| 4 | 1 | 6 | 6 |

| 4 | 5 | 8 |

| 11 | 6 |